# Siège d'Ostende (1745)
Pour les articles homonymes, voir Siège d'Ostende.
Guerre de Succession d'Autriche
Batailles
- Mollwitz (04-1741)
- Chotusitz (05-1742)
- Sahay (05-1742)
- Prague (06/12-1742)
- Dettingen (06-1743)
- Cap Sicié (02-1744)
- 19 mai 1744
- Menin (05/06-1744)
- Ypres (06-1744)
- Furnes (07-1744)
- Fribourg (11-1744)
- Tournai (04/06-1745)
- Pfaffenhofen (04-1745)
- Fontenoy (05-1745)
- Hohenfriedberg (06-1745)
- Melle (07-1745)
- Gand (07-1745)
- Bruges (07-1745)
- Audenarde (07-1745)
- Termonde (08-1745)
- Ostende (08-1745)
- Nieuport (08/09-1745)
- Ath (09/10-1745)
- Soor (09-1745)
- Hennersdorf (11-1745)
- Kesselsdorf (12-1745)
- Culloden (04-1746)
- Mons (06/07-1746)
- Bruxelles (01/02-1746)
- Namur (09-1746)
- Charleroi (07/08-1746)
- Lorient (09/10-1746)
- Rocourt (10-1746)
- Cap Finisterre (1er) (05-1747)
- Lauffeld (07-1747)
- Bergen-op-Zoom (07/09-1747)
- Cap Finisterre (2e) (10-1747)
- Saint-Louis-du-Sud (03-1748)
- 18 mars 1748
- Maastricht (04/05-1748)

Campagnes italiennes
- Combat de Saint-Tropez (06-1742)
- Camposanto (02-1743)
- Villafranca (04-1744)
- Casteldelfino (07-1744)
- Velletri (08-1744)
- Madonne de l'Olmo (09-1744)
- Bassignana (09-1745)
- Josseau (10-1745)
- Plaisance (06-1746)
- Tidone (08-1746)
- Rottofreddo (08-1746)
- Gênes (1er) (12-1746)
- Gênes (2e) (07-1747)
- Assietta (07-1747)

Le siège d'Ostende est un épisode de la guerre de Succession d'Autriche qui voit les troupes du roi français Louis XV assiéger la ville d'Ostende, faisant alors partie des Pays-Bas autrichiens, au cours du mois d'août 1745.

## Contexte
En 1745, les Français ouvrent un nouveau front dans la guerre de Succession d'Autriche. Les troupes françaises du maréchal Maurice de Saxe envahissent les Pays-Bas autrichiens (1745-1748) et avancent vers la République des Provinces-Unies.
Après son succès à la bataille de Fontenoy et le retrait d'une partie de l'armée britannique pour faire face au soulèvement jacobite sur son territoire, l'armée française parvient à envahir une grande partie des Pays-Bas autrichiens.
Ostende est un point crucial à partir duquel les Français peuvent lancer l'invasion de l'Angleterre. En effet, un des buts politiques des Français est de placer le « jeune prétendant » de la Maison Stuart, Charles Édouard Stuart, sur le trône anglais.

## Préparatifs
En juillet 1745, les Français s'emparent rapidement de la forteresse de Knokke, ainsi que de Gand et de Bruges dans le comté de Flandre.
Ostende, qui fait alors partie des villes-barrières et abrite à ce titre des troupes anglaises et, dans une moindre mesure, des troupes de la République des Provinces-Unies, est défendue par Charles-Urbain de Chanclos de Rets de Brisuila.
Les Anglais promettent 10 000 livres aux Autrichiens pour fortifier Ostende, y compris pour acheter des canons et des armes, mais ces promesses ne se concrétisent pas, et les soldats anglais se plaignent au maréchal von Königsegg, commandant en chef autrichien, qu'il y a à Ostende plus d'artilleurs que de canons. Finalement, les Anglais ne fournissent que 10 canons, qu'ils déchargent de leurs navires de guerre au large d'Ostende.

## Déroulement

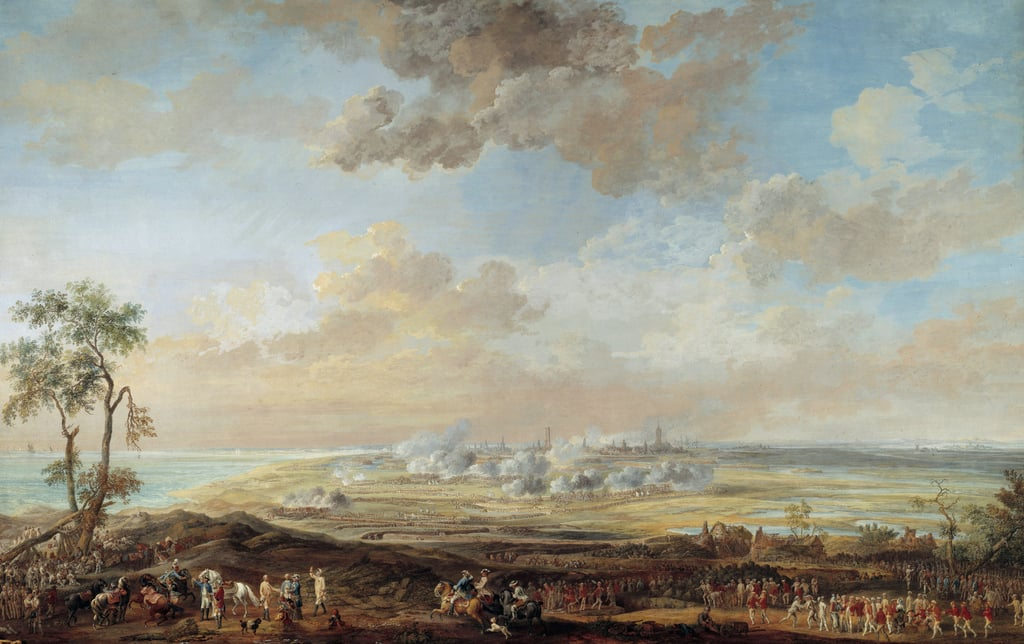
Le siège d'Ostende par le lieutenant-général comte de Lowendal du 13 au 23 août 1745, tableau de Louis-Nicolas van Blarenberghe (1783), Musée de l'Histoire de France

Le comte de Löwendal, un miliaire allemand ayant servi dans l'armée russe avant de prendre le commandement de l'armée française, arrive avec 30 000 hommes aux abords d'Ostende en août 1745.
Lorsque les Anglais demandent au maréchal Chanclos d'inonder l'arrière-pays d'Ostende, le gouvernement du comté de Flandre oppose son veto. Chanclos ordonne alors une sortie des troupes anglaises, hollandaises et du sud des Pays-Bas pour empêcher les Français de creuser autour de la ville. Cependant, les troupes n'aiment pas l'effusion de sang. Les Anglais sont d'avis qu'il ne faut pas mourir pour une forteresse mal entretenue aux affûts défectueux qui font craquer les canons.
Après quelques jours de combats aux alentours de la ville, les Français commencent le bombardement de la forteresse : c'est le début d'un siège sanglant, que les Autrichiens et les Français qualifieront plus tard d'héroïque.
Le 23 août 1745, Chanclos signe la reddition de la forteresse d'Ostende, avec le comte Woldemar de Lowendal, commandant des assiégeants français. Les deux commandants sont convenus de neuf points lors de la capitulation. Les troupes des Pays-Bas méridionaux peuvent quitter la place avec les honneurs de la guerre, et doivent rejoindre Saint-Ghislain, dans le comté de Hainaut. Les citoyens d'Ostende conservent leurs droits de cité. Les Ostendais doivent montrer aux Français, sans résistance, où se trouvent les réserves et les arsenaux. La garnison en partance est autorisée à prendre quelques provisions pour le voyage. Les Français prennent Ostende. Le butin s'élève à 82 canons, 36 000 boulets de canon, 1 200 explosifs et 8 000 grenades, ainsi que de la poudre à canon. La garnison d'Ostende compte 300 morts et les Français 1 500 morts.
Le roi Louis XV en personne fera son entrée dans la ville le 3 septembre 1745, où il assiste à un Te Deum dans l'église Saint-Pierre. Il fait le tour des remparts de la ville, et laisse la poursuite de l'administration d'Ostende aux magistrats français.

## Conséquences
Après la prise d'Ostende, la France progresse dans sa conquête des Pays-Bas méridionaux, mais après la bataille de Lauffeld (1747) et la paix d'Aix-la-Chapelle en 1748, elle est contrainte de rendre les territoires conquis à l'Autriche.

## Sources et bibliographie
- (en) Reed Browning, The War of the Austrian Succession, Alan Sutton Publishing, 1994
- (en) Stephen Brumwell, Paths of Glory : The Life and Death of General James Wolfe, Continuum International Publishing Group, 2007, 432 p. (ISBN 978-0-7735-3261-8, présentation en ligne)